# New Franklin (Ohio)
New Franklin è un comune degli Stati Uniti d'America, situato nello stato dell'Ohio, nella contea di Summit.